# 罗伯特·埃利亚斯·弗里斯
罗伯特·埃利亚斯·弗里斯（Robert Elias Fries，1876年7月11日—1966年1月29日）为瑞典真菌学家及植物学家。是特奥多尔·芒努斯·弗里斯 (Theodor Magnus Fries; 1832-1913)的幼子，埃利亚斯·芒努斯·弗里斯 (Elias Magnus Fries; 1794-1878)的孫子。瑞典植物學家，曾是英國真菌學會會員，並參與植物博物館 (UPS)、柏林植物园与植物博物馆 (BM)、自然歷史博物館 (BM)、比利時國家植物園 (BR)、 日內瓦自然史博物館、邱园、瑞典國家自然歷史博物館, 與美国植物园, 史密森尼学会 (美国)會員。
從1901年到1923年在歐洲：瑞典；熱帶非洲：肯尼亞；： 熱帶南美洲： 玻利維亞；溫帶南美洲： 阿根廷收集植物。他有時會與他的父親和哥哥 Thore Christian Elias Fries (1886-1931) 一起工作。
他是瑞典1901-1902年阿根廷和玻利維亞探險隊的成員，穿越了查科沙漠和安地斯山脈。

## 参阅
- Category:罗伯特·埃利亚斯·弗里斯命名的生物分类

## 外部鏈接
- . Missouri Botanical Garden.   [2008-05-06].